# Apostolsk Kirke
Apostolsk Kirke är den danska avläggaren av den internationella pingstkyrkan The Apostolic Church. Kyrkans namn är en avsiktsförklaring om att söka sig tillbaka till det urkristna väckelsen och ett apostoliskt ledarskap.
Trossamfundet fick fotfäste på dansk mark när pingstförsamlingen i Evangeliehuset på Österbro i Köpenhamn bröt med den danska pingströrelsen och den 6 februari 1924 anslöt sig till The Apostolic Church, sedan ledarna Anna och Sigurd Bjørner samt Carl Næser året innan kommit i kontakt med denna kyrka i Wales. Flera församlingar följde dessas exempel och den splittring som detta åstadkom ledde länge till ett spänt förhållande mellan Apostolsk Kirke och den danska pingströrelsen.
Medan den nordiska pingstväckelsen annars poängterade den lokala församlingens självständighet och ett allmänt prästadöme så lyfte Apostolsk Kirke fram de fem så kallade tjänstegåvorna; apostlar, profeter, evangelister, herdar och lärare (Ef. 4:11, 1. Tim. 3, Titus 1:5-9). 
Apostlar utsågs med tillsyn över ett visst geografiskt område och de församlingar där som anslöt sig till kyrkan.
Under senare år har denna förkunnelse och praxis gradvis tonats ned så att skillnaderna mellan de båda grenarna inom dansk pingstväckelse minskat. 1998 hölls två försoningsmöten på de båda rörelsernas sommarkonferenser som blev startskottet för ett intensifierat samarbete, som idag omfattar områden som ledarutveckling, skolverksamhet och barnverksamhet.
Våren 2007 tillkännagav den nationella ledningen inom Apostolsk Kirke att man ställde sina poster till förfogande för att bana väg för en strukturförändring inom kyrkan.
Den 24 maj 2008 hölls ett nationellt rådsmöte i Vejle vid vilket man beslutade att inte längre vara en nationell kyrka utan ett nätverk av självständiga församlingar.
Ett nätverk av karismatiska församlingar med bakgrund inom de båda nämnda rörelserna och trosrörelsen, Frikirkenet, har bildats av närmare hundra församlingar med en samlad medlemskader på över 12 000 medlemmar. 